# Erla
Erla là một đô thị ở tỉnh Zaragoza, Aragon, Tây Ban Nha. Theo điều tra dân số 2004 của Viện thống kê Tây Ban Nha (INE), đô thị này có dân số là 438 người. Diện tích đô thị này là 19 ki-lô-mét vuông.Đô thị này nằm ở độ cao 466 m trên mực nước biển.

## Biến động dân số
Dữ liệu dân số Erla giai đoạn 1842 và 2001:
| Biến động dân số của Erla từ năm 1842 đến năm 2001 |      |      |      |      |      |       |       |       |       |      |      |      |      |  |      |
| 1842                                               | 1877 | 1887 | 1897 | 1900 | 1910 | 1920  | 1930  | 1940  | 1950  | 1960 | 1970 | 1981 | 1991 |  | 2001 |
| 420                                                | 825  | 834  | 842  | 911  | 931  | 1.104 | 1.067 | 1.179 | 1.038 | 916  | 778  | 614  | 547  |  | 451  |